# Almajano
Almajano es una localidad y también un municipio de la provincia de Soria, partido judicial de Soria, comunidad autónoma de Castilla y León, España. Pueblo de la Comarca de Almarza.

## Toponimia
Su nombre proviene del árabe que significa «cruce de caminos».Pero también tiene varios orígenes del latín como "mojón" que significa "señal que delimita de fincas".

## Geografía

Término municipal de Almajano

Tiene un área de 9,9 km².

## Historia
No se sabe muy bien el origen de esta localidad pero es posible que se deba a la repoblación. Se cree que su historia comienza en torno a los siglos X y XI. No obstante, cerca de la villa hay un antiguo campamento romano que se integró en la provincia Tarraconense del imperio en Hispania, situado en la montaña llamada la Atalaya. Se cree que el nombre "El Mejano", se debe al campamento romano. Además algo anecdótico es que este campamento, fue el que inició el ataque contra la poderosa ciudad de Numancia.
Este lugar presencio 16 de julio de 1430, la tregua de Majano entre las coronas de Castilla y Aragón que puso fin a la guerra castellano-aragonesa de 1429-1430.
El Censo de Pecheros de 1528, en el que no se contaban eclesiásticos, hidalgos y nobles, registraba la existencia de 57 pecheros, es decir unidades familiares que pagaban impuestos. Formaba parte del Sexmo de San Juan.
A la caída del Antiguo Régimen la localidad se constituye en municipio constitucional en la región de Castilla la Vieja que en el censo de 1842 contaba con 81 hogares y 324 vecinos.

## Geografía humana

### Demografía
Cuenta con una población de 182 habitantes (INE 2024).
| Gráfica de evolución demográfica de Almajano entre 1842 y 2021                                                        |
| |
| Población de derecho según los censos de población del INE. Población de hecho según los censos de población del INE. |

## Cultura

### Patrimonio
Como monumentos, cabe destacar el Lavadero, la ermita de la Soledad y la iglesia de San Andrés Apóstol. La iglesia de San Andrés Apóstol, es una iglesia gótica del siglo XVI. En el siglo XVIII, hubo una reforma hacia esta y por eso presenta una visión distinta a la del arte gótico. Algunas de sus reformas son la ampliación del presbiterio y capillas laterales, reforma del interior de la iglesia... En 1910, se amplió la torre para colocar la campana y el reloj. Es una torre "especial" ya que tiene numerosos arcos alrededor de ella. Como objetos de valor, destaca el retablo mayor. Respecto a la ermita de la Soledad, situada a las afueras del pueblo, fue construida en el siglo XVIII. La casa fuerte de los Salcedo, es otro "monumento" de Almajano. Es del siglo XVI y está situada en la plaza del pueblo. Esta junto al antiguo frontón y junto a un corral común en el que viven tres familias. Por el exterior esta rodeado por una muralla la cual tiene almenas. Tiene arcos de medio punto alrededor de la casa. En la fachada se puede observar el escudo de los Salcedo en lo alto de la puerta.
.

### Fiestas
El último fin de semana de agosto, Almajano celebra sus fiestas patronales en honor a la Virgen del Rosario y San Esteban. Son los días: viernes, sábado, domingo y lunes. Estas fiestas tan importantes para Almajano empiezan con un repique de campanas acompañado con un torneo de frontennis. Durante los demás días hay procesiones, comidas populares, actos, comparsas de gigantes y cabezudos, verbenas... Acaban con una traca final que se realiza en la plaza.
Otros días patronales para el pueblo son: 
- Día 15 de mayo San Isidro Labrador
- Día 16 de agosto San Roque.
- Día 30 de noviembre San Andrés Apóstol, patrón.
Además de estos días festivos, destaca la procesión de los farolillos que se celebra el primer fin de semana de octubre. Dicha procesión consta de dar una vuelta al pueblo (se apagan todas las luces) con velas y unos grandes faroles acompañando a la Virgen. Al acabar este día, la gente acude al Ayuntamiento a tomar chocolate con churros. 
La virgen de la Soledad, permanece en su trono de la ermita durante todo el año. El domingo anterior al Domingo de Ramos se lleva en procesión por los hombres hasta la iglesia, en donde permanecerá hasta el Viernes de Dolores. Durante todos estos días se le reza el Rosario y se canta la Salve en su honor. El Viernes de Dolores se vuelve a llevar a la ermita, esta vez por las mujeres.
Durante todo el año la ermita de La Soledad es atendida por una familia del pueblo. (Lucirle a la Virgen, mantener limpia la ermita, cuidar la ropa, abrirla cuando hay un funeral, vestirla en Semana Santa...)